# Richard Kleinmichel
Richard Kleinmichel (Poznań, 1846 – Charlottenburg, 1901) è stato un compositore e musicista polacco naturalizzato tedesco.

## Biografia
Ha studiato musica e pianoforte sotto la guida del padre Friedrich Heinrich Hermann Klein Michel, (1817-1894), direttore d'orchestra, e successivamente al Conservatorio di Lipsia.
Assunse il ruolo di insegnante ad Amburgo ed a Lipsia, dove ha diretto il Teatro Municipale, quindi proseguì la sua carriera a Magdeburgo, a Danzica ed a Berlino.
La sua prima opera Manon è andata in scena con successo nel 1883 ad Amburgo, dove uscì anche la seconda nel 1891 con il titolo Der Pfeifer von Dusenbach.
Si distinse anche nel ruolo di arrangiatore musicale di opere di numerosi compositori.
Tra le sue opere più importanti, vi sono : composizioni per pianoforte, una sonata per cello e piano; varie opere tra le quali Der Pfeifer von Dusebach diretta nel marzo 1891 da Hans von Bülow all'Opera di Amburgo e Schloss von Dusebach oltre alla riduzione pianistica delle opere di Richard Wagner.